# معهد فافيلوف

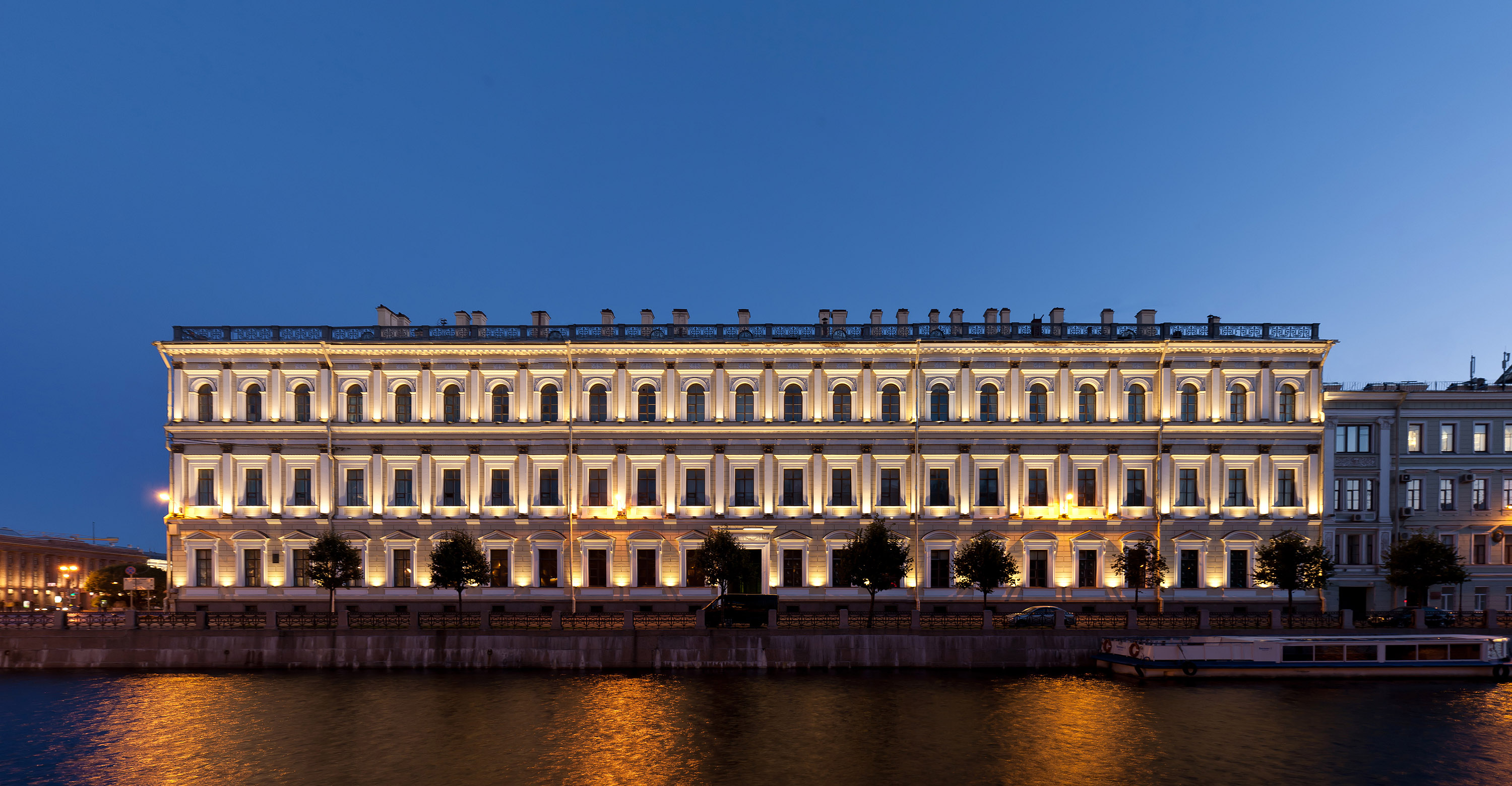

معهد فافيلوف، المسمى عام 2015 معهد عموم روسيا للموارد الوراثية النباتية، سابقًا باللغة الروسية Всероссийский институт растениеводства им. Н. И. Vavilov أو معهد All-Russian لإنتاج الخضروات NI Vavilov ، هو مختصر VIR (ВИР) ، وهو مركز أبحاث زراعي روسي تأسس في عام 1894. في بداية القرن الحادي والعشرين، يُشكِّل بنكًا للبذور الغنية يضم مئات الآلاف من الأصناف النباتية بعضها هي فريدة من نوعها في العالم.

## موقع
يقع المقر الرئيسي لمعهد Vavilov في روسيا، في قلب المركز التاريخي لسانت بطرسبرغ. في شمال منطقة الأميرالية، تشغل مبنيين في ساحة القديس إسحاق. يحتوي المعهد على اثني عشر محطة، بما في ذلك موقع مساحته 500 هكتار في بافلوفسك، على بعد ثلاثين كيلومتراً من سان بطرسبرغ.

## تاريخ
في عام 1894 ، في سانت بطرسبرغ، كان لوزارة الزراعة والحقول الروسية مرفق من أكاديمية العلوم الزراعية في روسيا التي تم إنشاؤها: معهد علم النبات التطبيقي، لدراسة النباتات المزروعة في روسيا، ،. ابتداء من عام 1908 ، بدأ علماء النبات من الوكالة الحكومية في جمع النباتات والبذور في جميع أنحاء البلاد. في أوائل عام 1910 ، التحق نيكولاي فافيلوف بمعهد التدريب في علم النبات التطبيقي. في عام 1914 ، تضمن المعشبة بالمعهد أكثر من 10000 نوع من النباتات تم الإبلاغ عنها من العديد من المقاطعات الروسية. في مارس 1921 ، انتقل فافيلوف، الذي أصبح عالِمًا في علم الوراثة وترقي مديرًا للمؤسسة العلمية في عام 1920 ، إلى بتروغراد. في العام التالي، تم استيعاب المعهد من قبل معهد الدولة للزراعة التجريبية (IEAE) الذي تم إنشاؤه حديثًا. تم تعيين فافيلوف على رأسه بعد عام واحد. في عام 1924 ، تمتلك IEAE مجموعة من النباتات بما في ذلك حوالي 50000 نوع. بعد عامين، أعيدت تسميته بالمعهد الفيدرالي للنباتات التطبيقية والمحاصيل الجديدة، ثم، في عام 1930 ، المعهد الوطني للنباتات الصناعية (INPI). منذ بداية الثلاثينات من القرن الماضي، أدى صعود اللايسينكية إلى حرمان مركز أبحاث فافيلوف من التمويل. من عام 1932 ، يتم اعتقال الموظفين منه ؛ في السنوات التالية استقالة العلماء،. تدهور الوضع خلال السنوات الأخيرة من عام 1930 ؛ في عام 1937 ، على وجه الخصوص، قطع Vavilov جميع العلاقات مع Trofim Lysenko. في عام 1940 ، تم اتهامه بالتخريب والتجسس ضد النظام، وتم اعتقال مدير المعهد الوطني للملكية الصناعية من قبل شرطة الولاية ؛ كان يخضع للمراقبة منذ عام 1931 عقب استنكاره. الاعتقالات والاستقالة القسرية لأعضاء المعهد تنجح في سجن فافيلوف.
خلال حصار لينينغراد من قبل الجيش الألماني (سبتمبر 1941 - يناير 1944) ، المجموعات - يتم حفظها. الموظفين في بنك البذور INPI تهريبه من مدينة العينات الثمينة، ويحمي الآخرين نهب  ، الباردة، والفئران التي سرب ويفضل أن يعاني من احتياطيات الأكل المجاعة الحبوب المختلفة في رعايته  ،. توفي تسعة من علماء النبات الإثني عشر الذين بقوا في لينينغراد جوعا، في حين توفي أعضاء آخرون في المعهد في القتال ضد المحاصر الألماني  ،  أثناء حصار المدينة الروسية، يتم تجديد جزء من مخزون البذور المفقود عن طريق حصاد النباتات في الحقول المجاورة المزروعة في الربيع. في يناير 1943 ، توفي فافيلوف في سجن ساراتوف.
في عام 1967 ، أي بعد اثني عشر عامًا من إعادة التأهيل الرسمي لفافيلوف، أعيدت تسمية المعهد الوطني للملكية الجينية باسم عالم الوراثة الروسي الذي كرس حياته لتطوير بنك البذور، وجمع النباتات خلال العشرات من البعثات الاستكشافية في مختلف البلدان القارات الأمريكية والإفريقية والأوروبية.
في 2010 ، حصلت على اعتمادات كبيرة للمساعدة في الحد من اعتماد روسيا على الغذاء، بالنظر إلى العقوبات التي فرضها الاتحاد الأوروبي في أعقاب أزمة القرم.

## محتوى المجموعات
في عام 1994 ، لدى معهد فافيلوف مجموعة من 334000 عينة نباتية تمثل 86 عائلة - 2,102 نوعًا ينتمون إلى 425 جنسًا. في بداية القرن الحادي والعشرين، فهي موطن البذور والبذور لحوالي 345000 من الأصناف النباتية، 80 ٪ منها فريدة من نوعها في العالم. يعتبر في عام 2018 أقدم بنك للبذور في العالم ورابع بنك للبذور في العالم.
يحتوي المعهد على حوالي ألف نوع من الفراولة ومائة عنب الثعلب والتوت والكرز.

## محطات

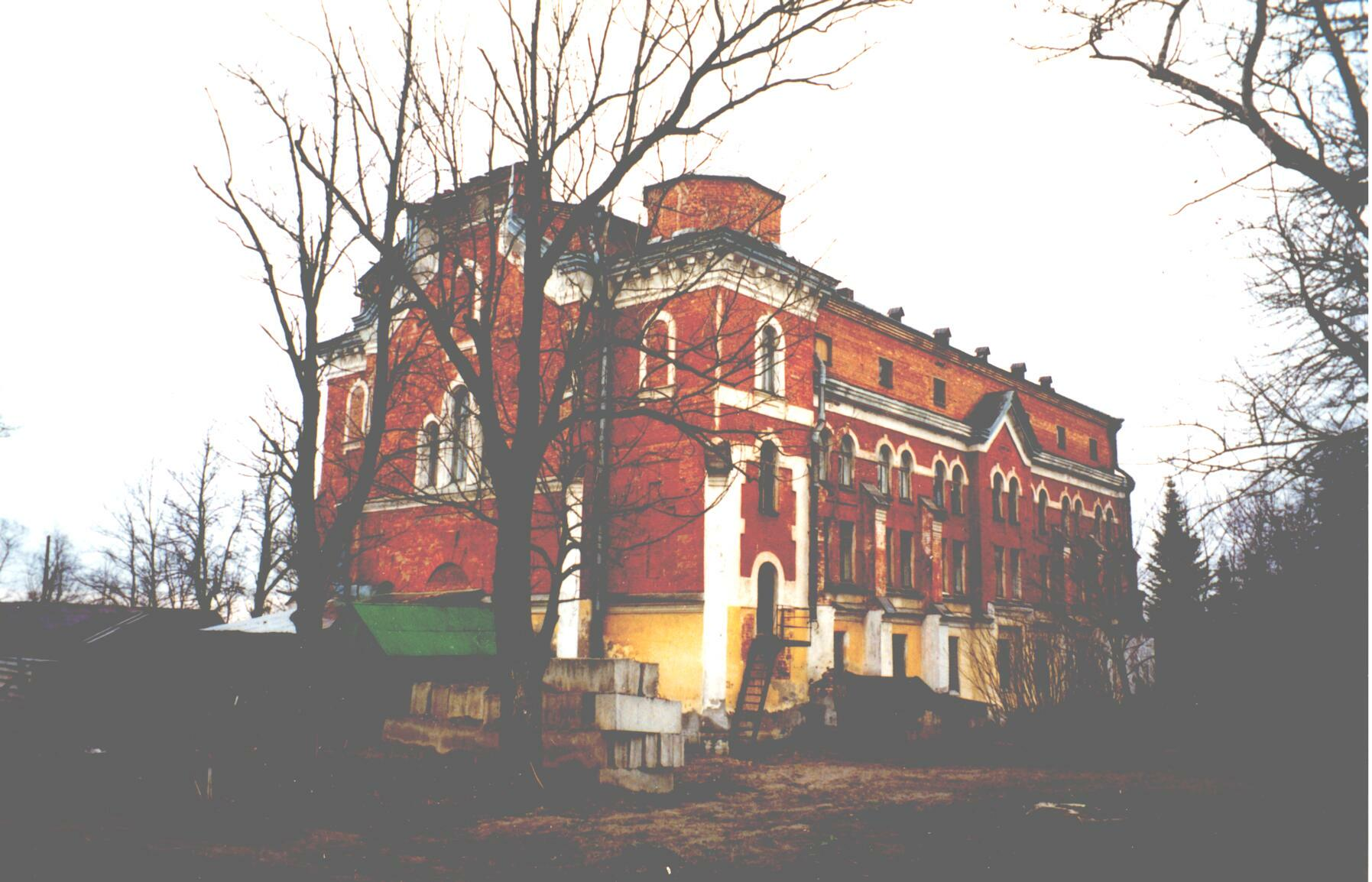
بافلوفسك (روسيا)

يوجد في المعهد اثني عشر محطة مستقلة: في أستراخان، ديربنت في داغستان، بالقرب من فلاديفوستوك، على بعد 25 كم من ميشورينسك بالقرب من يكاترينبرج، بالقرب من كريمسك، كوبان، مايكوب، موسكو، في بافلوفسك، كراسنوسلوبودسك بالقرب من فولوغدا، وكذلك محطة قطبية ومحطة اختيار Zeysk.

### التهديدات على محطة بافلوفسك
تعرضت محطة المعهد للتهديد في عام 2010 من قبل مشاريع العمليات العقارية، فهي تتعلق بأراضيها مع بافلوفسك ، حيث أصبحت المنطقة إحدى ضواحي سان بطرسبرغ السكنية. عادت القضية إلى الرئيس ديمتري ميدفيديف ، الذي أكد في عام 2012 ملكية محطة بافلوفسك التجريبية في معهد فافيلوف.

## مذكرات ومراجع
1. 1 2 3 4 5 6 7  "The "not dragged" science: The institutionalisation of applied botany". Studies in the history of biology (بالروسية) (3): 13–31. 2020. DOI:10.24411/2076-8176-2020-13002.
2. 1 2 3  "The All-Union Institute of Plant Industry (VIR) in the history of Kamennaya Steppe". Studies in the history of biology (بالروسية) (3): 32–45. 2020. DOI:10.24411/2076-8176-2020-13003.
3. ↑  "The "Prison Autobiography" by Nikolai Alexandrovich Maximov. Part II". Studies in the history of biology (بالروسية) (1): 68–104. 2017.
4. ↑  "Collectors of the Bureau of Applied Botany's herbarium of cultivated plants (1894–1920)". Studies in the history of biology (بالروسية) (3): 81–92. 2020. DOI:10.24411/2076-8176-2020-13006.
5. ↑  مذكور في: ROR release v1.19. تاريخ النشر: 16 فبراير 2023. مُعرِّف الغرض الرَّقميُّ (DOI): 10.5281/ZENODO.7644942.
6. 1 2 3  "N.I. Vavilov and the Botanists-Physiologists: Lines of Interactions (On the 130th Anniversary of his Birth)". Studies in the history of biology (بالروسية) (4): 86–95. 2017.
7. 1 2  "The influence of VIR on the formation and development of research areas in genetics and plant breeding at the Institute of Cytology and Genetics of the Siberian Branch of the USSR/Russian Academy of Sciences and vice versa". Studies in the history of biology (بالروسية) (3): 46–65. 2020. DOI:10.24411/2076-8176-2020-13004.
8. ↑  "The Section "Researchers of the Gene Pool of the VIR World Collection: N.I. Vavilov's predecessors, associates and followers" at the International Conference "125 years of Applied Botany in Russia"". Studies in the history of biology (بالروسية) (3): 126–133. 2020. DOI:10.24411/2076-8176-2020-13012.
9. ↑  "To the 125th anniversary of VIR". Studies in the history of biology (بالروسية) (3): 7–12. 2020. DOI:10.24411/2076-8176-2020-13001.
10. ↑  "Pavel Luk'ianenko and the Soviet Green Revolution". Studies in the history of biology (بالروسية) (4): 64–89. 2015.
11. ↑  "The Story of a Visiting Card by N.I. Vavilov: Towards the Attribution of a Museum Exhibit". Studies in the history of biology (بالروسية) (4): 38–54. 2024.
12. 1 2  "Remembering Nikolai Vavilov under Changing Political Contexts". Studies in the history of biology (بالروسية) (2): 67–80. 2015.
13. ↑  "The development of international contacts of Soviet geneticists in the memoirs of I.A. Zakharov-Gezekhus, corresponding member of the Russian academy of Sciences". Studies in the history of biology (بالروسية) (1): 95–109. 2020. DOI:10.24411/2076-8176-2020-11004.
14. ↑  Victor A. Dragavtsev (2019). "Remembering Zh.A. Medvedev". Studies in the history of biology (بالروسية) (2): 99–101.
15. ↑  مذكور في: Unified State Register of Legal Entities.
16. ↑  (بالإنجليزية) G.P. Nabhan Where our food comes from - Retracing Nicolay Vavilov's quest to end famine, Sheerwater Book, 2009.
17. ↑  "Près de Lyon, l'Institut Vavilov inspire un temple de la biodiversité cultivée". لوطون (صحيفة سويسرية). 2018. مؤرشف من الأصل في 1 يونيو 2019. اطلع عليه بتاريخ 20 janvier 2019. {{استشهاد ويب}}: تحقق من التاريخ في: |تاريخ الوصول= (مساعدة) والوسيط غير المعروف |شهر= تم تجاهله يقترح استخدام |تاريخ= (مساعدة).
18. ↑  S.M. Alexanyan; V.I. Krivchenko (1991). "Soviet Scientists Give Lives for World Collection During 1941 Battle of Leningrad". Diversity (بالإنجليزية). 7 (4)..
19. 1 2 3 4  Loskutov 1999.
20. ↑  "Scientists Died Guarding Seeds During Wwii" (بالإنجليزية). Sun-Sentinel. 13 mai 1992. Archived from the original on 27 سبتمبر 2018. Retrieved 17 janvier 2019. {{استشهاد ويب}}: تحقق من التاريخ في: |تاريخ الوصول= and |تاريخ= (help).
21. ↑  "Une collection de 5000 variétés de petits fruits menacée de disparition en Russie à l'Institut Vavilov !". تيلا بوتانيكا Association. مؤرشف من الأصل في 2016-11-17..
22. ↑  "Nouvelles de l'Institut Vavilov". www.tela-botanica.org (بالفرنسية). 15 février 2018. Archived from the original on 1 يونيو 2019. Retrieved 21 janvier 2019. {{استشهاد ويب}}: تحقق من التاريخ في: |تاريخ الوصول= and |تاريخ= (help).